# Cephalodina
Cephalodina är ett släkte av skalbaggar. Cephalodina ingår i familjen långhorningar.
Kladogram enligt Catalogue of Life:
| Cephalodina | \| \| Cephalodina acangassu \| \| \| \| \| \| Cephalodina capito \| \| \| \| \| \| Cephalodina crassiceps \| \| \| \| |
|             | \| \| Cephalodina acangassu \| \| \| \| \| \| Cephalodina capito \| \| \| \| \| \| Cephalodina crassiceps \| \| \| \| |
|             | Cephalodina acangassu                                                                                                 |
|             | |
|             | Cephalodina capito |
|             | |
|             | Cephalodina crassiceps                                                                                                |
|             | |